# Потерянное звено
«Потерянное звено» (англ. Missing Link) — полнометражный кукольный анимационный фильм, выполненный по технологии stop motion. Главных героев картины озвучили Зак Галифианакис, Хью Джекман, Зои Салдана и Тимоти Олифант.
Фильм получил премию «Золотой глобус» за лучший анимационный полнометражный фильм, став первым некомпьютерным анимационным фильмом, победившим в этой категории, и первым анимационным фильмом без CGI, получившим «Золотой глобус» со времен «Вальса с Баширом». Фильм получил номинацию на 92-й церемонии вручения премии «Оскар» за лучший анимационный полнометражный фильм, но проиграл «Истории игрушек 4».

## Сюжет
В 1886 году сэр Лайонел Фрост, занимающийся изучением мифических существ, постоянно ищет различных новых существ для изучения и объявления об их присутствии в мире, что позволило бы ему быть принятым в «Общество великих людей», которым руководит Соперник сэра Лайонела — лорд Пиггот-Дансби. Лайонел получает письмо, подтверждающее присутствие снежного человека, и заключает сделку с Пиггот-Дансби, которая позволит ему присоединиться к обществу, если он докажет, что это существо реально.
Лайонел отправляется на северо-запад Тихого океана и в конце концов натыкается на снежного человека в лесу. После того, как Лайонел назвал его «мистером Линком» («мистером Звеном»), Бигфут сказал Лайонелу, что на самом деле он и был тем, кто отправил письмо. Мистер Линк просит Лайонела помочь найти его родственников, йети, в Гималаях. Лайонел соглашается помочь ему, но не знает о том факте, что Пиггот-Дансби нанял охотника за головами по имени Уиллард Стенк, чтобы выследить Лайонела и убить его, гарантируя, что проимпериалистические консервативные взгляды общества останутся неизменными.
У старой возлюбленной Лайонела Аделины Фортнайт есть карта Гималаев, запертая в её доме в Санта-Ана, Калифорния, в сейфе, который принадлежал её покойному мужу, одному из прошлых партнеров Лайонела, поэтому они вдвоем посещают её особняк, чтобы заполучить её. Однако Аделина затаила обиду на Лайонела, пропустившего похороны её мужа, и выгоняет его, когда он предлагает заплатить ей за карту. Лайонел и мистер Линк возвращаются позже ночью и взламывают сейф, но шум мистера Линка будит Аделину, и сейф в конце концов выпадает из окна верхнего этажа, открываясь после этого. Мистер Линк и Лайонел хватают карту и убегают, но на следующий день их обнаруживает Аделина, которая, всё же отдаёт им карту, но с условием, что она будет сопровождать их. Прибывает Стенк, и начинается перестрелка, но троица обманом заставляет преследователя запрыгнуть в поезд, чтобы найти их, тем самым избавившись от охотника.
Трио отправляется в путешествие на лодке, и Аделина заставляет Лайонела беседовать с мистером Линком, чтобы доказать искренность его побуждений. Лайонел наслаждается душевной беседой с мистером Линком на палубе лодки, где мистер Линк дает себе имя «Сьюзен» в честь дружелюбного старателя, с которым он однажды столкнулся. Однако они снова попадают в засаду Стенка. После различных драк в разных частях корабля троица в конце концов запирает Стенка в трюме лодки, пока они совершают ещё один побег.
В конце концов троица направляется в Гималаи. В горах они находят храм Бигфутов. Бигфуты ведут их к своей Королеве, которая показывает группе их уединенную долину, где Бигфуты живут в мире и гармонии. Затем она показывает, что их презрение к человечеству распространяется на Сьюзен, которая тесно с ними общалась. Они бросают троицу в яму, чтобы они оставались там до самой смерти, где Аделина упрекает Лайонела за его потребность в одобрении «Общества Великих Людей», как и отказу Сьюзен от натуры Бигфута. Однако в итоге они всё же находят общий язык и решают сбежать. Сьюзен поднимает Аделину достаточно, чтобы сбить нескольких охранников-Бигфутов, что позволяет им сбежать. Они бегут по ледяному мосту, где в центре моста ждут вооруженный Пиггот-Дансби и Стенк. Лайонел осуждает гордость своего соперника и защищает Сьюзен как Бигфута, который более человечный, чем человек Пиггот-Дансби. В результате безумный Пиггот-Дансби начинает стрелять из своей винтовки по ледяному мосту, чтобы убить троицу, пока Сьюзен не останавливает Пиггота-Дансби от дальнейшего продвижения. Пиггот-Дансби и его помощник мистер Коллик падают насмерть, а троица и Стенк убегают. Они опоздали и остались висеть на краю разрушенного ледяного моста. Стенк, который прошел весь путь, насмехается над Лайонелом, что приводит к тому, что двое вступают в схватку, вися на мосту. Трио работает вместе, чтобы избавиться от Стенка, который падает и разбивается насмерть, после того, как сосулька ломается и падает на него. Лайонел назначает Сьюзен своим новым партнером по расследованиям.
Прибыв домой, Аделина говорит Лайонелу, что какое-то время она будет путешествовать одна, и уходит, но не раньше, чем пара кратко разделит взаимное признание своих чувств друг к другу. Сьюзен и Лайонел возвращаются на рабочее место последнего и начинают свое следующее дело по поиску Атлантиды. После того, как они уходят, в финальных титрах показаны карты и сувениры об их последующих приключениях.

## Роли озвучивали
| Актёр            | Роль               |
| ---------------- | ------------------ |
| Зак Галифианакис | Мистер Линк        |
| Хью Джекман      | Лайонел Фрост      |
| Зои Салдана      | Аделина Фортнайт   |
| Тимоти Олифант   | Уиллард Стэнк      |
| Эмма Томпсон     | Старейшина         |
| Мэтт Лукас       | Мистер Коллик      |
| Амрита Ачарья    | Ама Ламу           |
| Стивен Фрай      | Лорд Пиггот-Дансби |
| Дэвид Уоллиамс   | Мистер Лемуэл Линт |
| Кирк Бэйли       | житель Нового мира |

## Производство
25 апреля 2018 года было объявлено, что «Laika» начала работу над новым мультфильмом «Потерянное звено», написанным и снятым Крисом Батлером с Хью Джекманом, Зои Салданой и Заком Галифианакисом в главных ролях. Фильм должен был быть снят в сотрудничестве с Annapurna Pictures, которая также должна была заниматься внутренним прокатом. 7 мая 2018 года было объявлено, что фильм будет называться «Потерянное звено» и что в число дополнительных актёров войдут Стивен Фрай, Эмма Томпсон, Тимоти Олифант, Мэтт Лукас, Дэвид Уолльямс, Чинг Вальдес-Аран, Амрита Арчи.
По сообщениям, производство фильма началось в мае 2018 года, когда художники Laika построили более 110 декораций с 65 уникальными местами для съемок.

## Кассовые сборы
Мультфильм провалился в прокате. Он занимает 17-е место в списке самых кассовых кукольных мультфильмов со сборами в $16 649 539 в Северной Америке и $9 599 930 в остальном мире, что суммарно даёт $26 249 469.

## Критика
Фильм получил преимущественно положительные оценки кинокритиков. На сайте Rotten Tomatoes фильм имеет рейтинг 89 % на основе 155 рецензий критиков со средней оценкой 7,2 из 10. На сайте Metacritic фильм получил оценку 68 из 100 на основе 30 рецензий, что соответствует статусу «в основном положительные отзывы».